# Kannemeyeria
A Kannemeyeria az emlősszerűek (Synapsida) osztályának a Therapsida rendjébe, ezen belül az Anomodontia alrendjébe, a Dicynodontia alrendágába és a Kannemeyeriidae családjába tartozó nem.

## Tudnivalók
A Kannemeyeria egy hatalmas dicynodontia volt. Az egyik legelső képviselője családjának és a növényevőknek a triász korban. Az állat a triász kor elején és közepén élt.
A Kannemeyeria körülbelül 3 méter hosszú volt, akkora mint egy mai ökör. Ez a dicynodonta jól alkalmazkodott a növényevő életmódhoz: kemény csőrével és erős állkapocsizmaival könnyen tudott harapni a szívós növényekből. Bár a feje hatalmas volt, mégsem volt nehéz, mert szemüregei és orrürege nagyok voltak. A lábait csontos övek vették körül, ezek segítették a nehéz testet cipelni.
Sok faj tartozik a Kannemeyeria nembe. A fajokat Dél-Afrikában, Argentínában és Indiában fedezték fel. Kína területén is találtak Kannemeyriákat, de egyesek szerint a kínai faj egy más nembe tartózna. Mint minden állat a triász korban, a Kannemeyeria is világszerte el volt terjedve.

## Rendszerezés
A nembe az alábbi fajok tartoztak:
- A „Paleobiology Database” szerint:
  - Kannemeyeria lophorhinus
  - Kannemeyeria vjuschkovi
- Az angolwiki szerint:
  - Kannemeyeria argentinensis
  - Kannemeyeria erithrea
  - Kannemeyeria latifrons
  - Kannemeyeria simocephala
  - Kannemeyeria simocephalica
  - Kannemeyeria vanhoepeni